# Terrence Higgins Trust
Terrence Higgins Trust est une association caritative britannique de lutte contre le VIH/Sida, la principale au Royaume-Uni et l'une des plus importantes en Europe. Elle a pour objectifs de réduire la propagation du VIH, à travers des campagnes de promotion en faveur de la santé reproductive (en particulier, le sécurisexe) ; de fournir, au niveau local ou national, des services à destination des personnes affectées ou susceptibles de l'être ; et de faire campagne en faveur d'une meilleure compréhension de l'impact du VIH et du Sida.

## Historique
Fondée en 1982, Terrence Higgins Trust est la première association britannique créée en réponse aux problèmes liés au VIH. Initialement appelée Terry Higghing Trust, elle tient son nom de Terrence Higgins, qui mourut le 4 juillet 1982 au St Thomas' Hospital, à Londres, des suites du SIDA. Il a été l'un d'un des premiers à en mourir au Royaume-Uni. À la suite de sa mort, son ami Martyn Butler, et son partenaire Rupert Whitaker s'associèrent pour la création de l'association et prévenir des souffrances de la maladie appelée à l'époque Gay-related immune deficiency (GRID), dont a pu témoigner Terry ; et pour lever des fonds à destination de la recherche.
L'année suivante, s'est tenue une rencontre sur le GRID, organisée par la London Lesbian and Gay Switchboard et le Terry Higgins Trust et en août, l'association est officialisée sous le nom de Terrence Higgins Trust (THT). Promu au rang de société à responsabilité limitée, elle acquiert son statut d'organisme caritatif en janvier 1984. Le THT offre alors des services d'accompagnement, d'aide à domicile, de conseils, d'éducation sexuelle et de sensibilisation à l'usage des drogues.
De ses débuts dans un appartement au centre de Londres, le THT s'est développé pour devenir la principale association caritative de lutte contre le SIDA et liée à la santé sexuelle au Royaume-Uni, et l'une des plus importantes en Europe. Née au sein de la communauté homosexuelle, l'association a néanmoins traité, dès le début, sur un pied d'égalité avec les hommes homosexuels, les hémophiles, les travailleurs du sexe et les usagers de drogues. Plus récemment, l'association a développé des services de santé sexuelle, à destination en premier lieu des personnes ayant contracté le virus ou celles à risques, puis à la population générale, mais plus particulièrement aux jeunes personnes à risques.

## Organisation
Depuis 1999, le THT a fusionné avec de nombreuses associations, aussi bien basées à Londres qu'ailleurs dans le pays. Il emploie près de 300 personnes et accueille environ 800 volontaires.